# Étienne Desmarteau
Étienne Desmarteau (Boucherville, Québec, 4 février 1873 - Montréal, 29 octobre 1905 à l'âge de 32 ans) est un athlète québécois. Il a remporté la médaille d'or aux Jeux olympiques d'été de Saint-Louis de 1904 au lancer du poids de 56 livres. 

## Biographie
La famille Desmarteau quitte Boucherville pour s’établir à Montréal dès la naissance d’Étienne Desmarteau, le deuxième de sept enfants. Il résidera toute sa vie à Montréal. Il fut employé comme ouvrier-fondeur par la Compagnie du chemin de fer Canadien Pacifique avant de devenir policier à Montréal en 1901.
En plus d’exceller au lancer du poids, il remporte le championnat canadien au lancer du tronc d’arbre et du marteau de 16 livres en 1902-1903. 
Avec de telles performances, il est en mesure de représenter le Canada lors des Jeux olympiques d'été de 1904 qui se déroulent à Saint-Louis. Malgré un refus de son employeur de lui donner le congé nécessaire, il participe aux Jeux olympiques en portant les couleurs de la Montreal Amateur Athletic Association (MAAA) qui défraie les coûts du voyage.
En athlétisme, les Américains remportent toutes les épreuves, sauf le concours du lancer du poids de 56 livres remporté par Étienne Desmarteau. À son retour à Montréal, les Canadiens-français acclament leur champion du monde. Il est le premier Québécois à remporter une médaille olympique. 
En septembre 1905, il est atteint d’une fièvre typhoïde et il meurt le mois suivant. Il est intronisé au Temple de la renommée olympique du Canada en 1949 et au Panthéon des sports canadiens en 1955.

## Honneurs
- Le Centre Étienne-Desmarteau à Montréal est nommé en son honneur au milieu des années 1970. Il est construit afin d'accueillir des compétitions en vue des Jeux olympiques de Montréal en 1976.
- Le Parc Drummond fut rebaptisé Parc Étienne-Desmarteau au milieu des années 1970 dans le contexte pré-olympique. Ce parc de la Ville de Montréal est bordé par la rue Beaubien et la rue de Bellechasse, entre la 16e avenue et la 20e avenue, à l'ouest du boulevard Pie-IX, dans l'arrondissement Rosemont–La Petite-Patrie.
- Il existe le district Étienne-Desmarteau de la Ville de Montréal. En 2009, Marc-André Gadoury en est devenu le conseiller municipal.

## Palmarès
- Jeux olympiques – Lancer du poids
  -  1904 Saint-Louis Médaille d'or au lancer du marteau lourd

## Honneurs
- 1949 - Temple de la renommée olympique du Canada
- 1955 - Panthéon des sports canadiens